# Qysylschar
Qysylschar (kasachisch Қызылжар) ist eine Siedlung im Gebiet Ulytau in Kasachstan.
Der Ort mit etwa 1620 Einwohnern befindet sich im Audan Schangaarqa.
Postleitzahl: 100507.